# Université de Cologne

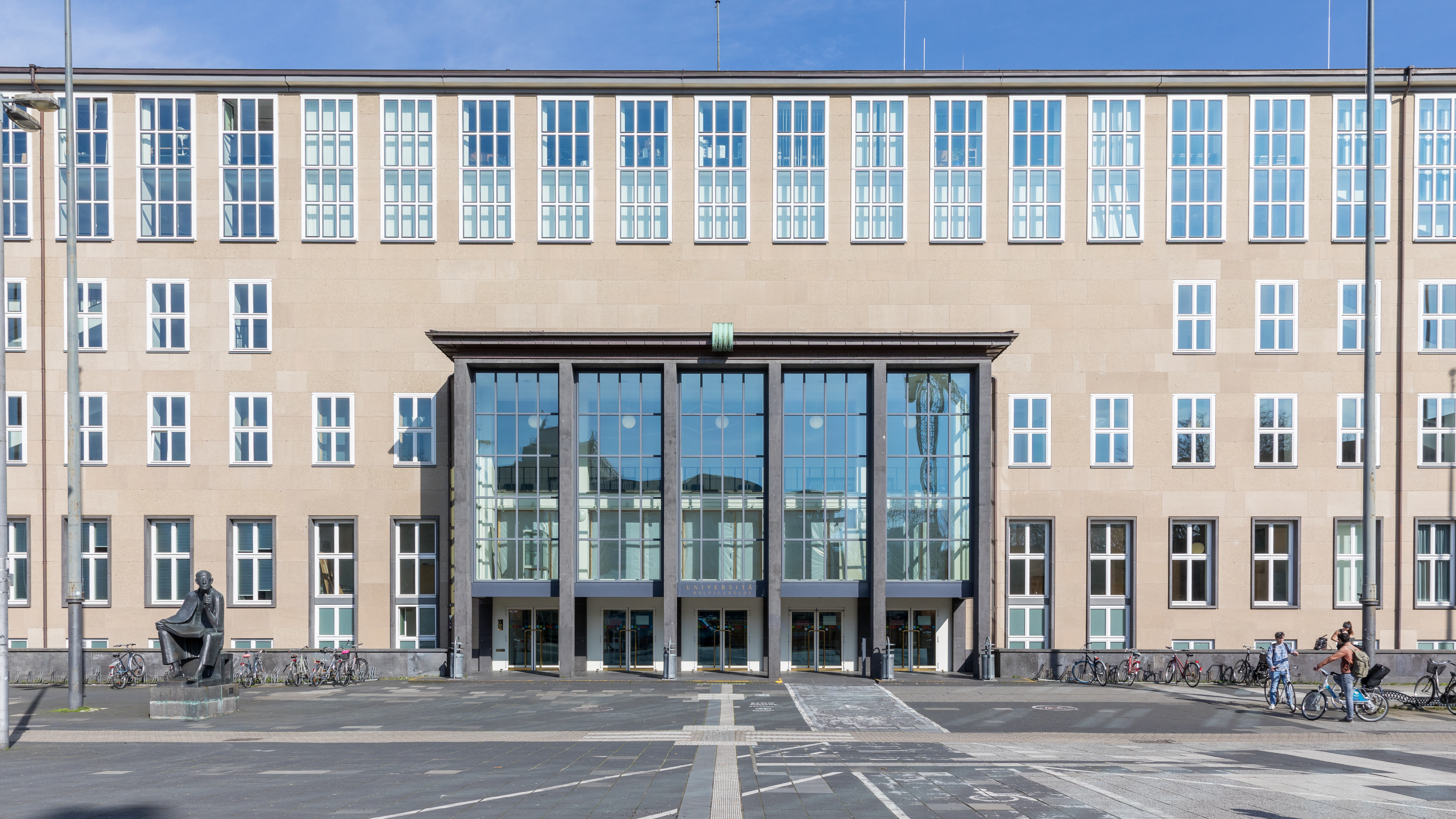
Entrée principale.

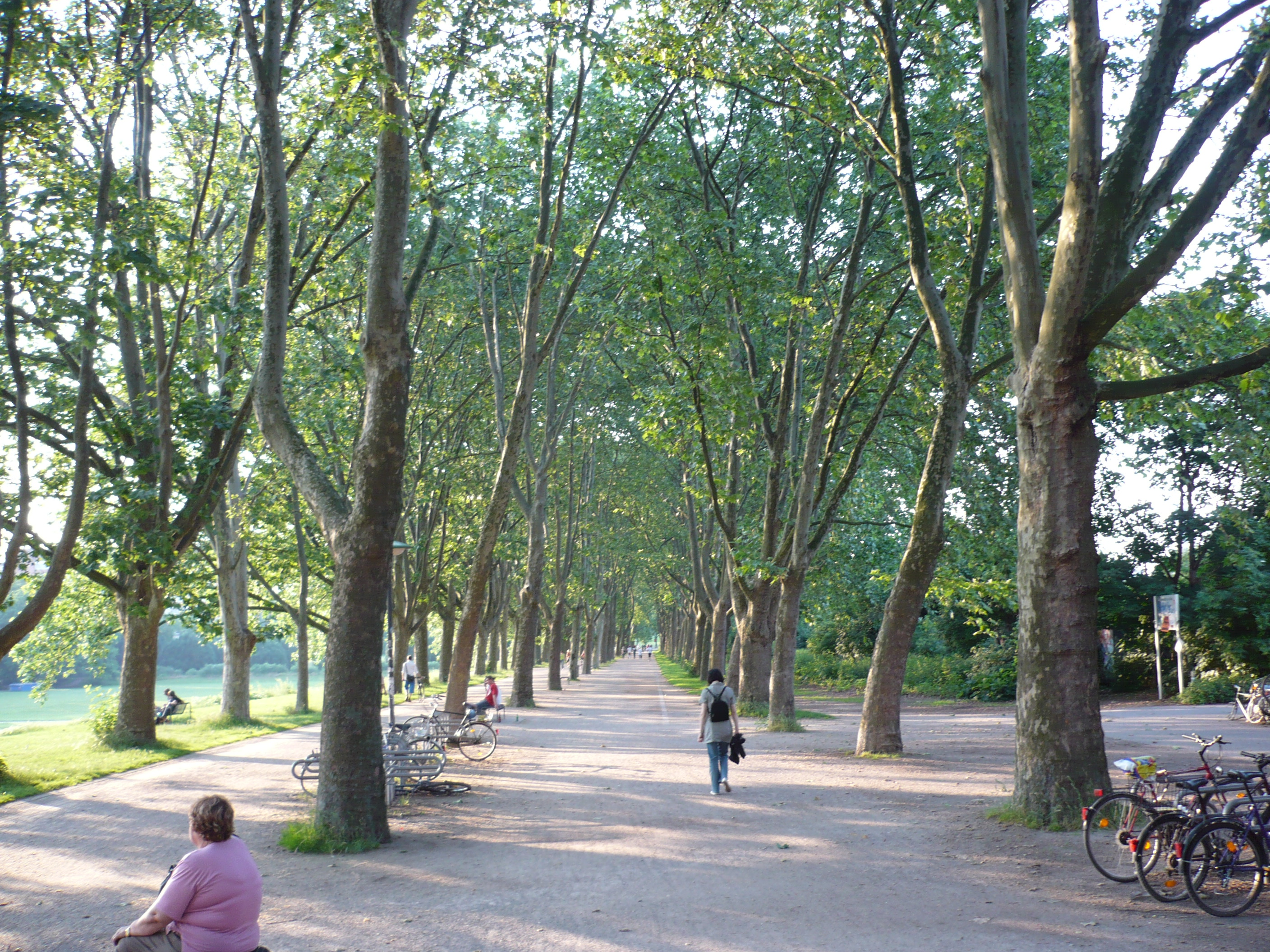
Campus de l'université.

L'université de Cologne (en allemand, Universität zu Köln), refondée en 1919, est l'une des plus grandes universités d'Europe, avec 48 000 étudiants.

## Histoire
Cologne avait déjà été le siège d'une université fondée en 1388 et supprimée en 1798 lors de l'occupation française. Cette ancienne université de Cologne fut la quatrième université créée dans le Saint-Empire romain. Cependant, elle présente une particularité : elle est établie, en 1388, par la ville de Cologne. C'est la première université en Allemagne fondée par une ville et ses citoyens. Sa fondation suit celle de l'université Charles de Prague en 1348, l'université de Vienne en 1365 et l'université Ruprecht Karl de Heidelberg en 1386. L'université devient célèbre pendant le Moyen Âge, mais elle se montre peu apte à se réformer dès la Renaissance.  
L'histoire de l'université souffre d'une rupture aux environs de 1800. Ayant occupé la Rhénanie dès 1794, l'État français transforme l'université en « École centrale » en 1798, puis en « École secondaire de deuxième degré ». La Prusse renonce à rétablir une université en 1818, en faveur de l'université de Bonn, voisine. Ainsi, Cologne demeure sans université pendant plus de cent ans.

## La nouvelle université de Cologne
Avec la fondation d'une « Haute École de Commerce » en 1901, Cologne possède à nouveau une école « quasi-universitaire ». C'est l'engagement du maire de Cologne, Konrad Adenauer (futur chancelier d'Allemagne), qui mène au rétablissement officiel de l'université de Cologne en 1919. Encore une fois, l'université est établie par la ville et non par l'État. Cependant, après 1945, l'université devient peu à peu une institution financée et gérée par le Land de la Rhénanie-du-Nord-Westphalie.

## L'université aujourd'hui
En 2006, l'université de Cologne (47 000 étudiants) est l'université la plus grande d'Allemagne, avec l'université LMU de Munich. L'université est maintenant composée de sept facultés :
- Wirtschafts- und Sozialwissenschaftliche Fakultät (faculté des sciences économiques et sociales) : une des facultés de sciences économiques les plus renommées en Allemagne. Membre des réseaux universitaires PIM et CEMS, elle a des liens avec HEC à Paris.
- Rechtswissenschaftliche Fakultät (faculté de droit)
- Medizinische Fakultät (faculté de médecine)
- Philosophische Fakultät (faculté de philosophie [de lettres, langues et sciences humaines])
- Mathemathisch-Naturwissenschaftliche Fakultät (faculté de mathématiques et des sciences physiques et naturelles)
- Pädagogische Fakultät (faculté de pédagogie)
- Heilpädagogische Fakultät (faculté d'éducation spéciale)

Les universités partenaires françaises de l'université de Cologne sont l'université Clermont Auvergne et l'université Paris 1 Panthéon-Sorbonne.

## Réputation académique
L'université de Cologne figure en bonne place dans les classements internationaux. En 2014, elle figure entre la 151e et la 200e place dans le classement académique des universités mondiales par l'université Jiao Tong de Shanghai. Elle a aussi été classée dans le top 25 des universités de plus de 400 ans.

## Personnalités liées à l'université

### Professeurs
- Kurt Alder, lauréat du prix Nobel de chimie 1950, y fut professeur de 1940 à 1958.
- Max Scheler (1874-1928), philosophe, y fut professeur de 1919 à 1928.

### Étudiants
- Franz Oppenhoff (1902-1945), juriste, maire de la ville d'Aix-la-Chapelle d'octobre 1944 jusqu'à son assassinat en mars 1945.